# 高梨謙吾
高梨 謙吾（たかなし けんご、1986年6月12日 - ）は、日本の男性声優。東京都出身。アーツビジョン所属。妻は声優の有賀友利恵。

## 略歴
中学生の頃に友人とゲーム制作ツールを使い、ゲームを作り始めた時に「声も入れられたら本格的だよね」という話から、色々な声を録音するようになったことから、声優を目指すようになった。中学時代に声優を目指そうと思ったが、親から「せめて高校だけは行きなさい」と言われたことから高校に通い、テニス部に所属して普通に高校生活を満喫していたという。
高校時代に文化祭で体を動かすことに楽しさを感じたことから、歌とダンスに経験を積もうと思い、演技やダンス、ボーカルが学べる週3回クラスがある日本ナレーション演技研究所に入所し、アルバイトをしながら週3回通っていた。本科終了後、所内オーディションに合格し、アーツビジョン所属となった。当初は外国映画での吹き替えが多かったという。
2018年放送のテレビアニメ『七星のスバル』の天羽陽翔役で初主演。
2022年7月11日、有賀友利恵と結婚したことを報告。

## 人物
趣味・特技は映画、音楽、芝居鑑賞、カラオケ、ギター、子供と遊ぶ、ダンス。

## 出演
太字はメインキャラクター。

### テレビアニメ
2010年
- 侵略!イカ娘（客）
- STAR DRIVER 輝きのタクト（男子生徒）
- FORTUNE ARTERIAL 赤い約束（男子生徒）

2012年
- エリアの騎士（エース2番、帝都大付属10番）
- 黄昏乙女×アムネジア（男子生徒）
- 男子高校生の日常（ヤスノリ）
- DOG DAYS'（職人男）

2013年
- 銀の匙 Silver Spoon（2013年 - 2014年、西川一） - 2シリーズ
- 断裁分離のクライムエッジ（中等部男子）
- 私がモテないのはどう考えてもお前らが悪い!（清田、漫研部員、男子生徒、智貴の友達）

2014年
- SHIROBAKO（2014年 - 2015年、佐倉良樹）
- 遊☆戯☆王ARC-V（2014年 - 2015年、刀堂刃）

2015年
- ガンバレー部NEXT!（山内晶大）

2017年
- 機動戦士ガンダム 鉄血のオルフェンズ（ライザ・エンザ）
- スタミュ（2017年 - 2019年、蜂矢聡） - 2シリーズ
- Just Because!（中嶋）

2018年
- 覇穹 封神演義（白鶴童子）
- 七星のスバル（天羽陽翔）
- 夢王国と眠れる100人の王子様（側近エダム）
- ハイスコアガール（ケンヂ）
- 転生したらスライムだった件（2018年 - 2024年、カバル） - 4シリーズ
- 抱かれたい男1位に脅されています。（田口守）
- メルクストーリア -無気力少年と瓶の中の少女-（クロウヴィス）

2019年
- ギヴン（板谷翔吾）
- 星合の空（日下部ジョイ）

2020年
- ドロヘドロ（藤田）
- 白猫プロジェクト ZERO CHRONICLE（アデル）

2021年
- 転生したらスライムだった件 転スラ日記（カバル）
- SCARLET NEXUS（ワタル・フレイザー）
- かげきしょうじょ!!（白川暁也）
- 86-エイティシックス-（2021年 - 2022年、エルウィン・マルセル）

2022年
- 永遠の831（宮前）
- 骸骨騎士様、只今異世界へお出掛け中（ウドラン）
- 魔法使い黎明期（カル、兵士）
- クールドジ男子（2022年 - 2023年、赤井）

2023年
- 名探偵コナン（楠見広之）
- 転生貴族の異世界冒険録〜自重を知らない神々の使徒〜（ジン、魔物①）

2024年
- 治癒魔法の間違った使い方（カズキ）
- 村井の恋（村井）
- 魔法使いになれなかった女の子の話（門番）

2025年
- 華Doll*-Reinterpretation of Flowering-（ナレーション）
- 帝乃三姉妹は案外、チョロい。（禰宜）
- SAKAMOTO DAYS（宇佐美）

### 劇場アニメ
- あなたをずっとあいしてる（2015年、トロン）
- コードギアス 反逆のルルーシュ II・III（2018年、アルフレッド・G・ダールトン、エイブラハム隊員） - 2作品
- 空の青さを知る人よ（2019年）
- 劇場版 SHIROBAKO（2020年、佐倉良樹[18]、げ〜ぺ〜う〜忍者H[19]）
- 劇場版 抱かれたい男1位に脅されています。〜スペイン編〜（2021年、田口守）
- 映画ドラえもん のび太の宇宙小戦争 2021（2022年、オペレーター）

### OVA
- 姫ギャル♥パラダイス ラブ&ビューティー★（2011年、直人）
- ギヴン うらがわの存在（2021年、板谷翔吾） - コミックス第7巻DVD付き限定版

### Webアニメ
- サイクロプス少女さいぷ〜（2013年、斎藤光）
- モンスターストライク「レイン・オブ・メモリーズ」（2016年、仙台チームA）
- ガンダムブレイカー バトローグ（2021年、カマセ）

### ゲーム
2007年
- Panic Palette（園田尽）

2011年
- 俺の屍を越えてゆけ（神様 / 遺言）
- Starry☆Sky 〜in Winter〜 Portable
- ウィローズ（青龍）

2012年
- 白華の檻 〜緋色の欠片4〜（綾読）
- ワンド オブ フォーチュン2 FD 〜君に捧げるエピローグ〜（アンリ・ヴァルモール）

2013年
- 白華の檻 〜緋色の欠片4〜 四季の詩（綾読）
- ボーイフレンド（仮）（皇アラン）

2015年
- 憂世ノ志士・憂世ノ浪士（岩倉具視） - 2作品
- 東京陰陽師 〜天現寺橋怜の場合〜 V Edition（天現寺橋怜）

2016年
- 茜さすセカイでキミと詠う（一休宗純）
- エンドライド -X fragments-（イクセル）
- 怪盗夜想曲 〜ファントムノクターン〜（ニンジャ怪盗きつね小僧（回向院 楽））
- ガンダムブレイカー3（カマセ）
- クイズRPG 魔法使いと黒猫のウィズ（ジェスロ・クワトリ）
- THE KING OF FIGHTERS XIV（ネルソン）
- ファイナルファンタジーXIV（エマネラン）

2017年
- キャプテン翼 〜たたかえドリームチーム〜（西尾浩司）
- ゼルダの伝説 ブレス オブ ザ ワイルド（リンク）
- デスティニーチャイルド（ベリト）

2018年
- 刀剣乱舞-ONLINE-（山姥切長義）
- 大乱闘スマッシュブラザーズ SPECIAL（リンク）

2019年
- JUMP FORCE（アバターボイス）
- ディシディア ファイナルファンタジー オペラオムニア（キアラン）
- グランブルーファンタジー（2019年 - 2024年、サブル島の若者達、レオス、アトゥム）
- 時の歌-終焉なきソナタ-（チューニング）
- SDガンダム GGENERATION CROSSRAYS（ライザ・エンザ）
- グリムエコーズ（アラジン）

2020年
- WAR OF THE VISIONS ファイナルファンタジー ブレイブエクスヴィアス 幻影戦争（スカール）
- ゼルダ無双 厄災の黙示録（リンク）
- フードファンタジー（京醤肉糸）

2021年
- モンスターハンターライズ
- ロックマンX DiVE（ハンターV）
- SCARLET NEXUS（ワタル・フレイザー）

2022年
- 乙女ゲームの破滅フラグしかない悪役令嬢に転生してしまった… 〜波乱を呼ぶ海賊〜（ディルク・リガードウェル）
- 刀剣乱舞無双（山姥切長義）
- デジモンサヴァイブ（東雲カイト）
- 機動戦士ガンダム 鉄血のオルフェンズG（ライザ・エンザ）

2023年
- ゼルダの伝説 ティアーズ オブ ザ キングダム（リンク）
- アークナイツ（パズル）

2024年
- ファイナルファンタジーVII リバース
- ゼンレスゾーンゼロ（セス・ローウェル）

### ラジオ
※はインターネット配信。
- 覇穹 封神演義 〜センカイクロニクル〜 presents 高梨謙吾・松澤千晶のセンクロレディオ（2018年、超!A&G+※・音泉※）[42]

### ドラマCD
- プレイゾーン〜肉食彼氏と快感天使〜（2013年、アツシ[43]）
- 篠田新宿探偵事務所 case3（2016年、篠田累）
- 理想的ボーイフレンド（2017年、谷[44]）

### オーディオブック
- ぼくらの七日間戦争（2018年、朗読）
- 神去なあなあ日常（2019年、平野勇気）
- 年収1億円になる人の習慣（2020年、朗読）
- 余命3000文字（2021年、朗読[45]）
- 硝子の塔の殺人（2021年、朗読）
- 夏への扉（2021年、朗読）
- 翼ある闇 メルカトル鮎最後の事件（2022年、朗読）
- 夏と冬の奏鳴曲（2022年、朗読）

### 吹き替え

#### 担当俳優
ロス・リンチ
- オースティン&アリー（2012年、オースティン・ムーン）
- ティーン・ビーチ・ムービー（2014年、ブレイディ）
- ステータス・アップデート（2019年、カイル）

イ・ジョンソク
- ピノキオ（チェ・ダルポ / キ・ハミョン）
- V.I.P. 修羅の獣たち（2019年、キム・グァンイル）

#### 映画
- CHLOE/クロエ（2009年）
- ザ・ウォード/監禁病棟（2011年、ジミー）
- スピーク（2011年、ルイス〈マイケル・クリンガー〉）
- ネバーランド 完全版（2011年、カーリー）
- ハリー・ポッターと死の秘宝 PART2（2011年）
- レッド・バロン（2011年、キルマイヤー、ウーデット）
- グレート デイズ! -夢に挑んだ父と子-（2015年、ジュリアン〈ファビアン・エロー〉）
- ミュータント・タートルズ（2015年、ドナテロ〈ジェレミー・ハワード〉[46]）
- ミュータント・ニンジャ・タートルズ：影＜シャドウズ＞（2016年、ドナテロ〈ジェレミー・ハワード〉）
- レジデント（2017年、グスタフ）
- 西部戦線異状なし（2022年、フランツ）

#### テレビドラマ
2010年
- NCIS 〜ネイビー犯罪捜査班
- ザ・パシフィック

2011年
- iCarly（ジェブ）
- ゴースト 〜天国からのささやき（ギャレット）
- シェキラ!（リッキー）
- CHASE チェイス/逃亡者を追え!（ティム・オニール）
- NIKITA / ニキータシーズン1（エディ）
- ブルーブラッド 〜NYPD家族の絆〜（マーシャル、ドリアン）
- MAD MENシーズン4（マーク）
- ロマンスが必要（カン・ドギョン）

2012年
- クリスマスキューピッド
- グレイズ・アナトミー7
- メル&ジョー 好きなのはあなたでしょ?（ライダー）

2013年
- 恕の人 -孔子伝-（仲孫閲、弥子暇）
- プリティ・リトル・ライアーズ3（ウェズリー）

2015年
- レッド・オークス（デヴィッド）

2016年
- 凍てつく楽園〜真夏の宵の夢〜（トッペ）

2017年
- ザ・ディフェンダーズ（コーディ）
- ロスト・ボーイズ（フェリックス）

#### テレビ番組
- アンダーカバー・ボス 社長潜入調査（オースティン）
- エレンの部屋

#### アニメ
- コアラ・キッド（2012年、ジョニー）
- ドックはおもちゃドクター（2012年、カービー）
- ピーターパン 新たなる冒険（2013年、ピーターパン[47]）
- コアラ・キッド（2014年、ジョニー）
- カード・バトルZERO（2015年、グラインディオク）
- 出張ヒーローZERO（2015年、ペン・ゼロ）
- LEGO スター・ウォーズ:ドロイド・テイルズ（2015年、エズラ）
- パワーパフガールズ（2016年、スケジュールボット）
- みんなのウミズーミ2（2016年、王様）
- LEGO スター・ウォーズ:ドロイド・テイルズ（2016年、エズラ）
- ドックのおもちゃびょういん（2017年、カービー）
- トロールハンターズ（2017年、ジム）
- スーパーヒーロー・パンツマン（2018年）
- さむらいラビット: ザ・ウサギ・クロニクル（2022年、うさぎ）

### 特撮
- オーズ・電王・オールライダー レッツゴー仮面ライダー（2011年、モールイマジンの声）
- 仮面ライダーウィザード（2013年、仮面ライダーの声）

### プラネタリウム
- 神戸市立青少年科学館「星の船Argo」（カストル）
- コニカミノルタプラネタリウム満点「スターフォルト」予告ナレーション
- かわさき宙と緑の科学館「宇宙の姿を求める旅」（予告ナレーション）
- 藤沢市湘南台文化センターこどもセンター「七夕ものがたり」（彦星）
- 群馬県生涯学習センター「ぐんまちゃん 望遠鏡の今昔を探る」（コンピューター）

### その他コンテンツ
- VOMIC 僕のヒーローアカデミア（2015年）
- 個人制作3DCG作品 クロノクラヴィス（2017年、ニコラス・G[48]）
- YOUNG JUMP公式サイト オリジナルムービー「カイチュー!」
- 「ボイきら☆放送局＠藤城学園」MC
- 映画「僕らのごはんは明日で待ってる」音声ガイド[49]
- 映画「君の膵臓をたべたい」UDCast音声ガイド
- 映画「ナラタージュ」UDCast音声ガイド
- 映画「こんな夜更けにバナナかよ」音声ガイド
- 映画「青夏 きみに恋した30日」音声ガイド
- パーフェクトワールド（dTV、2018年9月25日 - ） - 晴人 役

## ディスコグラフィ

### キャラクターソング
| 発売日   | 商品名                                                                               | 歌 | 楽曲                                   | 備考                                                |
| 2015年   | 2015年                                                                               | 2015年 | 2015年                                 | 2015年                                              |
| -------- | ------------------------------------------------------------------------------------ | --- | -------------------------------------- | --------------------------------------------------- |
| 7月15日  | ボーイフレンド（仮）キャラクターCDシリーズ vol.2 遊馬百汰&東雲巽&皇アラン&瀬名竜之介 | 皇アラン（高梨謙吾） | 「S.G.K」                              | ゲーム『ボーイフレンド（仮）』関連曲                |
| 2017年   |                                                                                      | |                                        |                                                     |
| 4月5日   | ☆2nd SHOW TIME 1☆ 揚羽&揚羽×蜂矢                                                     | 揚羽陸（島﨑信長）、蜂矢聡（高梨謙吾） | 「Nervous-aid」                        | テレビアニメ『スタミュ』関連曲                      |
| 6月7日   | ☆2nd SHOW TIME 10☆ 星谷×柊×鳳&揚羽×蜂矢×北原×南條                                    | 揚羽陸（島﨑信長）、蜂矢聡（高梨謙吾）、北原廉（梅原裕一郎）、南條聖（武内駿輔） | 「Storytellers」                       | テレビアニメ『スタミュ』関連曲                      |
| 6月21日  | ☆2nd SHOW TIME 12☆ team鳳&team柊&揚羽×蜂矢×北原×南條&オールキャスト                  | 揚羽陸（島﨑信長）、蜂矢聡（高梨謙吾）、北原廉（梅原裕一郎）、南條聖（武内駿輔） | 「Gift 〜揚羽×蜂矢×北原×南條Ver.〜」   | テレビアニメ『スタミュ』関連曲                      |
| 6月21日  | ☆2nd SHOW TIME 12☆ team鳳&team柊&揚羽×蜂矢×北原×南條&オールキャスト                  | オールキャスト | 「Gift 〜カーテンコール〜」            | テレビアニメ『スタミュ』挿入歌                      |
| 9月27日  | ボーイフレンド（仮）プロジェクト ミュージックアルバム 藤城学園 #01                   | 3-D | 「Summer Magic」                       | ゲーム『ボーイフレンド（仮）きらめき☆ノート』関連曲 |
| 2018年   |                                                                                      | |                                        |                                                     |
| 1月24日  | ボーイフレンド（仮）プロジェクト ミュージックアルバム 藤城学園 #02                   | 不屈の武士道組 | 「極！武士の道も一歩から」             | ゲーム『ボーイフレンド（仮）きらめき☆ノート』関連曲 |
| 1月24日  | ボーイフレンド（仮）プロジェクト ミュージックアルバム 藤城学園 #02                   | PRINCE | 「Wonderful World」                    | ゲーム『ボーイフレンド（仮）きらめき☆ノート』関連曲 |
| 3月28日  | フィギュアヘッズ オリジナル・サウンドトラック                                        | シンディ（中恵光城）、ハインライン（高梨謙吾） | 「Cherry Pie」                         | ゲーム『フィギュアヘッズ』関連曲                    |
| 10月24日 | スタミュ in ハロウィン BD・DVD特典CD                                                 | 揚羽陸（島﨑信長）、蜂矢聡（高梨謙吾）、南條聖（武内駿輔）、早乙女律（置鮎龍太郎）、双葉大我（保志総一朗） | 「Wanna be Scream?」                   | OVA『スタミュ in ハロウィン』挿入歌                 |
| 2019年   |                                                                                      | |                                        |                                                     |
| 7月10日  | ☆3rd SHOW TIME 2☆鳳×揚羽×北原&揚羽×蜂矢×北原×南條                                    | 揚羽陸（島﨑信長）、蜂矢聡（高梨謙吾）、北原廉（梅原裕一郎）、南條聖（武内駿輔） | 「ミス★キャスティング」                | テレビアニメ『スタミュ』関連曲                      |
| 7月24日  | ☆3rd SHOW TIME 4☆ 春日野詩音&team楪                                                  | team楪 | 「ルール*ド*フルール」                 | テレビアニメ『スタミュ』関連曲                      |
| 8月7日   | ☆3rd SHOW TIME 6☆ team鳳×team柊×team楪×team漣&那雪シスターズ                         | team鳳、team柊、team楪、team漣 | 「Magic Time Maker」                   | テレビアニメ『スタミュ』第3期挿入歌                 |
| 9月18日  | ☆3rd SHOW TIME 12☆ team辰己&team星谷&team2年生                                       | team星谷 | 「高校星歌劇-オンステージ-」           | テレビアニメ『スタミュ』第3期挿入歌                 |
| 9月18日  | ☆3rd SHOW TIME 12☆ team辰己&team星谷&team2年生                                       | 星谷悠太（花江夏樹）、那雪透（小野賢章）、月皇海斗（ランズベリー・アーサー）、天花寺翔（細谷佳正）、空閑愁（前野智昭）、辰己琉唯（岡本信彦）、申渡栄吾（内田雄馬）、戌峰誠士郎（興津和幸）、虎石和泉（KENN）、卯川晶（松岡禎丞）、揚羽陸（島﨑信長）、蜂矢聡（高梨謙吾）、北原廉（梅原裕一郎）、南條聖（武内駿輔） | 「我ら、綾薙学園華桜会〜NEXT STAGE〜」 | テレビアニメ『スタミュ』第3期エンディングテーマ     |